# Giovanni Brandani
Giovanni Brandani detto Pipistrello (Taverne d'Arbia, 7 novembre 1813 – Grosseto, 10 gennaio 1839) è stato un fantino italiano.
Pipistrello ha corso il Palio di Siena in quattordici occasioni, vincendo cinque volte. Fatto curioso è che abbia vinto per due volte con il cavallo scosso.

## Legami di parentela
Pipistrello aveva dei vincoli di parentela con molti dei fantini del Palio. Era il figlio di Cicciolesso (Luigi Brandani); fratello di Brandino Minore (Agostino Brandani);  cugino di Brutto (Carlo Brandani), Giacco (Bernardino Brandani), Prete (Pietro Brandani) e Campanino (Francesco Bianchini); nipote di Ghiozzo (Giuseppe Brandani).

## Carriera
Pipistrello ha monopolizzato il Palio di Siena nel biennio 1833-34, avendo vinto tutti e quattro i Palii disputati, anche se nei Palii di agosto il successo arrivò grazie alle vittorie dei suoi cavalli scossi. Nel 1833 vinse per Drago e Lupa, l'anno seguente realizzò il proprio secondo cappotto personale ed il primo della storia per la Nobile Contrada del Nicchio. L'ultimo successo arrivò due anni più tardi, per la Tartuca.
Corse il Palio della sua prima vittoria (2 luglio 1833) insieme con quattro suoi familiari: i cugini Brutto e Giacco, il padre Cicciolesso, e lo zio (fratello del padre) Ghiozzo.

## Presenze al Palio di Siena
| Palio          | Contrada     | Cavallo                  | Note   |
| -------------- | ------------ | ------------------------ | ------ |
| 2 luglio 1831  | Tartuca      | Morello di P. Micchi     |        |
| 16 agosto 1831 | Valdimontone | Morello di P. Donati     |        |
| 2 luglio 1832  | Drago        | Sauro di P. San          | scosso |
| 16 agosto 1832 | Drago        | Morello di D. Bruttini   |        |
| 2 luglio 1833  | Drago        | Morello di L. Jacopi     |        |
| 18 agosto 1833 | Lupa         | Morello di L. Jacopi     | scosso |
| 2 luglio 1834  | Nicchio      | Morello di L. Jacopi     |        |
| 17 agosto 1834 | Nicchio      | Baio di G. Santi         | scosso |
| 17 agosto 1835 | Valdimontone | Baio di S. Rossi         |        |
| 3 luglio 1836  | Tartuca      | Morello di C. Cubattoli  |        |
| 16 agosto 1836 | Leocorno     | Morello di C. Cubattoli  |        |
| 2 luglio 1837  | Civetta      | Morello di G. Ceccarelli |        |
| 16 agosto 1837 | Leocorno     | Morello di G. Soldatini  |        |
| 16 agosto 1838 | Istrice      | Baio di P. Bianchi       | scosso |